# Vadim Pappe
Vadím Pappé (del ruso: Вади́м Миха́йлович Паппе́), en alemán: Wadim Pappé (17 de abril de 1942 - ?), un historiador del arte, autor y lexicógrafo ruso.

## Biografía
Nacido en una familia de músicos y actores moscovitas de origen francés (alsaciano), se graduó de la Escuela del Teatro de Arte de Moscú con la especialidad en escenografía. Trabajó en el Museo del Teatro de Arte de Moscú y en 1976 se convirtió en editor de la Gran Enciclopedia Rusa (hasta 1991 La Gran Enciclopedia Soviética).
Ha sido asesinado en Moscú en junio del 2012.

## Enciclopedia
Pappé es autor de cientos de artículos sobre el arte, la arquitectura, la danza (el ballet), los bailarines, el teatro y el cine, historia del ballet; ha escrito artículos importantes "Ballet", "Ballet ruso" y "Teatro de drama ruso" en la "La Gran Enciclopedia Soviética" y en "Cinema: Un diccionario enciclopédico", así como también otras obras de referencia. La gran parte de sus artículos fueron ilustrados por sus propias fotografías profesionales.

## Obras
Autor del libro enciclopédico "2500 obras coreográficas del siglo XX: 1900-1945" (coautor V. Kulakov, Moscú, Deka-VS, 2008).